# Gaudichaudia oxyota
Gaudichaudia oxyota är en tvåhjärtbladig växtart som beskrevs av Adrien Henri Laurent de Jussieu. Gaudichaudia oxyota ingår i släktet Gaudichaudia och familjen Malpighiaceae. Inga underarter finns listade i Catalogue of Life.